# Chapman Freeman

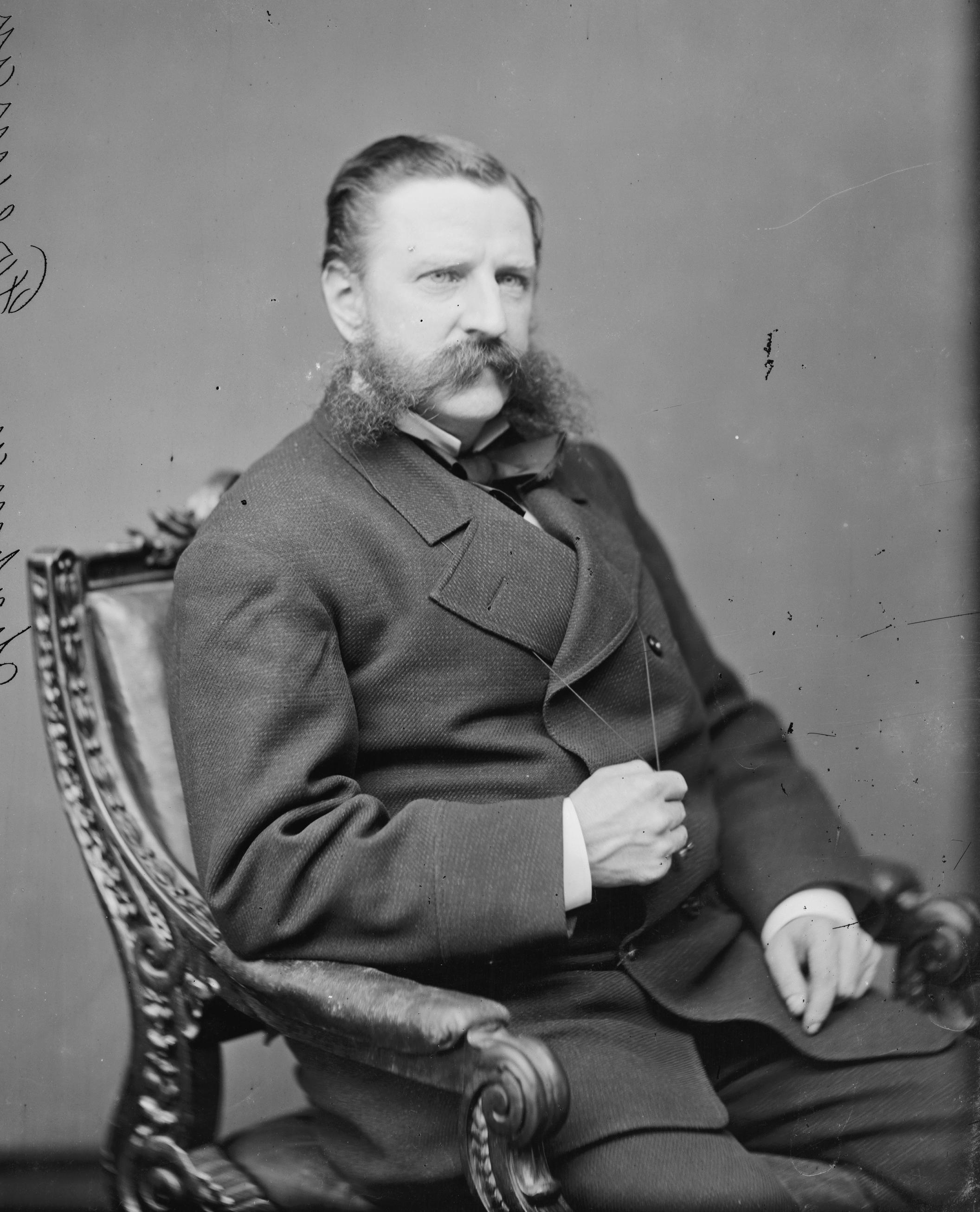
Chapman Freeman

Chapman Freeman (* 8. Oktober 1832 in Philadelphia, Pennsylvania; † 22. März 1904 in Strafford, Pennsylvania) war ein US-amerikanischer Politiker. Zwischen 1875 und 1879 vertrat er den Bundesstaat Pennsylvania im US-Repräsentantenhaus.

## Leben
Chapman Freeman besuchte sowohl öffentliche als auch private Schulen seiner Heimat. Im Jahr 1850 absolvierte er die Philadelphia High School. Danach arbeitete er im Handel. In den Jahren 1863 und 1864 diente er während des Bürgerkrieges als Zahlmeister in der US Navy. Aus gesundheitlichen Gründen musste er den Militärdienst vorzeitig quittieren. Nach einem anschließenden Jurastudium und seiner 1867 erfolgten Zulassung als Rechtsanwalt begann er in Philadelphia in diesem Beruf zu arbeiten. Im Jahr 1873 nahm er als Delegierter der Stadt Philadelphia an der Weltausstellung in Wien teil. Politisch war er Mitglied der Republikanischen Partei.
Bei den Kongresswahlen des Jahres 1874 wurde Freeman im ersten Wahlbezirk von Pennsylvania in das US-Repräsentantenhaus in Washington, D.C. gewählt, wo er am 4. März 1875 die Nachfolge des Demokraten Samuel J. Randall antrat. Nach einer Wiederwahl konnte er bis zum 3. März 1879 zwei Legislaturperioden im Kongress absolvieren. Im Jahr 1878 verzichtete er auf eine weitere Kandidatur.
Nach dem Ende seiner Zeit im US-Repräsentantenhaus zog sich Chapman Freeman aus der Politik zurück. Er starb am 22. März 1904 in Strafford.